# Баратино (Брестская область)
Бара́тино (бел. Бараціна) — деревня в Барановичском районе Брестской области. Входит в состав Крошинского сельсовета. Население — 6 человек (2019).

## География
Деревня находится в 39 км по автодорогам к северо-востоку от центра Барановичей и в 26 км по автодорогам к северо-востоку от центра сельсовета, агрогородка Крошин. Находится у границы с Кореличским районом Гродненской области и Несвижским районом Минской области.

## История
В письменных источниках Баратино упоминается в 1567 году как деревня, которой владел В. Туминский. В 1623 году фольварк и деревня Баратино входили в состав имения Ишколдь, находившегося в собственности Радзивиллов. С конца XVIII века — в составе Российской империи.
В 1909 году — застенок Городейской волости Новогрудского уезда Минской губернии, 7 дворов. На карте 1910 года указан под названием Барацин.
Согласно Рижскому мирному договору (1921) деревня вошла в состав межвоенной Польши, где принадлежала Полонечковской (с декабря 1925 года — Вольновской) гмине Барановичского повета Новогрудского воеводства. В то время в деревне было 20 дворов.
С 1939 года в составе БССР, в 1940–62 годах — в Городищенском районе Барановичской, с 1954 года Брестской области, с 25 декабря 1962 года в Барановичском районе. С конца июня 1941 года до 6 июля 1944 года деревня была оккупирована немецко-фашистскими войсками.
В 2013 году передана из упразднённого Петковичского сельсовета в Крошинский.

## Население
| Численность населения (по переписи) | Численность населения (по переписи) | Численность населения (по переписи) | Численность населения (по переписи) | Численность населения (по переписи) | Численность населения (по переписи) |
| 1897                                | 1909                                | 1921                                | 1999                                | 2009                                | 2019                                |
| ----------------------------------- | ----------------------------------- | ----------------------------------- | ----------------------------------- | ----------------------------------- | ----------------------------------- |
| 8                                   | ↗27                                 | ↗97                                 | ↘37                                 | ↘18                                 | ↘6                                  |